# Trebinje (regio)
Trebinje (Servisch: Требињска регија/Trebinjska regija) is een van de zeven regio's van de Servische Republiek in Bosnië en Herzegovina, vernoemd naar het bestuurscentrum Trebinje. De regio ligt in het zuiden van het land en het oosten van de streek Herzegovina.